# General der Flakartillerie Süd
Der General der Flakartillerie Süd war eine Dienststelle der deutschen Luftwaffe während des Zweiten Weltkrieges auf Korpsebene, die der Luftflotte 2 unterstand. Die Aufstellung erfolgte am 25. Juli 1943. Am 6. April 1944 wurde die Dienststelle abgewickelt und in den Führungsstab der 25. Flak-Division umgewandelt. Einziger Kommandierender General war der General der Flieger Maximilian von Pohl mit Gefechtsstand in Bologna (Italien). Dem Generalstab oblag die operative Führung aller in diesem Bereich stationierten Flakverbände. 
So unterstanden der Dienststelle die 3. Flak-Brigade sowie die 22. Flak-Brigade. Letztere zeichnete sich besonders bei der alliierten Invasion Siziliens durch 169 Flugzeugabschüsse aus. Anschließend war die 3. Flak-Brigade bei der Alliierten Landung an der Küste bei Anzio und Nettuno beteiligt, um den dort gebildeten Brückenkopf einzudrücken und einen Ausbruch zu unterbinden, während die 22. Flak-Brigade an der Cassino-Front eingesetzt war.